# Григорьев, Антон Владимирович
Анто́н Влади́мирович Григо́рьев (род. 13 декабря 1985, Москва) — российский футболист, защитник.

## Биография

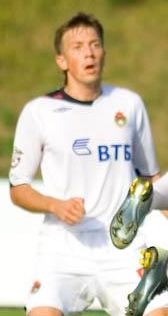
Григорьев в ЦСКА

Воспитанник ДЮСШ ПФК ЦСКА и футбольного клуба «Динамо». После окончания обучения в ДЮСШ «Динамо» ему не предложили перейти в дубль команды, и в 2004 году он перебрался в московский «Зенит», выступавший в ЛФЛ. В этом клуб он провёл следующие два сезона. В межсезонье 2003—2004 был на просмотре в московском «Локомотиве», подмосковном «Сатурне» и в самарском клубе «Крылья Советов», однако контракт заключил с ЦСКА и новый сезон начал в дубле.
За основной состав дебютировал 22 апреля 2006 года в матче против подмосковного «Сатурна», выйдя на поле на 90 минуте. За ЦСКА Григорьев провёл 54 матча, в том числе 35 в чемпионате России. В январе 2008 года продлил контракт до 2011 года.
15 января 2010 года подписал личный контракт с «Кубанью», в которую перешёл на правах аренды с правом выкупа, взял 5-й номер. Перед сезоном Григорьев был выбран капитаном команды. Дебютировал в составе «Кубани» 28 марта в домашнем матче 1-го тура первенства против курского «Авангарда». Всего в том сезоне провёл 30 матчей и стал вместе с командой победителем первого дивизиона. Кроме того, сыграл одну встречу в Кубке России. 24 ноября появилась информация, что тренерский штаб «Кубани» решил не продлевать арендное соглашение с Григорьевым. 6 декабря было подтверждено, что Григорьев покинул клуб, и сообщено, что руководство команды ведёт переговоры о продлении трудовых отношений. В январе 2011 года футболист перешёл в «Аланию» с которой заключил контракт на 2,5 года.
В феврале 2014 перешёл в клуб второго дивизиона «Тосно», за который до конца сезона провёл один матч в Кубке России и три — в первенстве. В сентябре 2014 перешёл в молдавский «Верис» Кишинёв. В феврале 2015 подписал годичный контракт с казахстанским «Атырау», в июне 2016 — полугодовой контракт с «Таразом». В 2017 году перешёл в астраханский «Волгарь». В апреле 2018 года был выведен из состава команды с формулировкой «в связи со снижением спортивного мастерства и ненадлежащим отношением к делу».
В конце июня 2019 года стал игроком клуба «Кубань Холдинг» из станицы Павловской, в составе команды дебютировал 26 июня в матче 1/8 финала кубка Краснодарского края, а 28 июля того же года впервые сыграл за павловчан в кубке России сезона 2019/20. В сентябре 2020 года покинул «Кубань Холдинг». С 2021 года — игрок ФК «Ейск» высшей лиги Краснодарского края.

## Достижения

### Командные
ЦСКА
- Чемпион России Чемпионата России 2006:
- Серебряный призёр Чемпионата России: 2008
- Бронзовый призёр чемпионата России: 2007
- Обладатель Кубка России: 2005/06, 2007/08, 2008/09
- Обладатель Суперкубка России: 2007

«Кубань»
- Победитель Первого дивизиона России: 2010

«Алания»
- Финалист Кубка России: 2010/11
- Серебряный призёр Первого дивизиона России: 2011/12

«Тосно»
- Победитель зоны «Запад» Второго дивизиона России: 2013/14

## Прозвище
Своё прозвище «Киса» футболист получил в дубле ЦСКА. После перехода в армейскую команду вёл себя очень тихо, и одноклубники прозвали его «Кислым», позже прозвище трансформировалось в «Кису».

## Личная жизнь
В детстве болел за ЦСКА. Отец футболиста — Владимир Григорьев — также выступал за столичных армейцев.